# Relaciones Grecia-Lituania
Relaciones Grecia-Lituania se refiere a las relaciones históricas entre la República Helénica y la República de Lituania. Ambos países son miembros de pleno derecho de la Organización para la Seguridad y la Cooperación en Europa, de la OTAN y de la Unión Europea.

## Relaciones históricas
Grecia reconoció al Estado de Lituania el 23 de mayo de 1922, y las relaciones diplomáticas entre los dos países se restablecieron el 7 de enero de 1992. Grecia nunca ha reconocido oficialmente la anexión de los estados bálticos por la URSS.
Lituania ha mantenido una embajada en Atenas desde 1997 junto con un consulado honorario en Tesalónica. Grecia tiene una embajada en Vilna desde el 2 de enero de 2005.

## Lista de visitas bilaterales
- En febrero de 1997, el  Presidente de Lituania Algirdas Brazauskas visitó Grecia
- El 2 de julio de 2007, el Ministerio de Relaciones Exteriores de Lituania Petras Vaitiekūnas visitó Atenas
- En septiembre de 2008, el Primer Ministro de Lituania Gediminas Kirkilas visitó Atenas[2]

## Acuerdos bilaterales
- Protección de la inversión,
- Cooperación cultural, turística, económica, industrial y tecnológica.
- transporte por carretera y por mar,
- Eliminación mutua de visas,
- Re-admisión de personas,
- Protección de la información confidencial[3]